# Fairchild 100
Dimensions

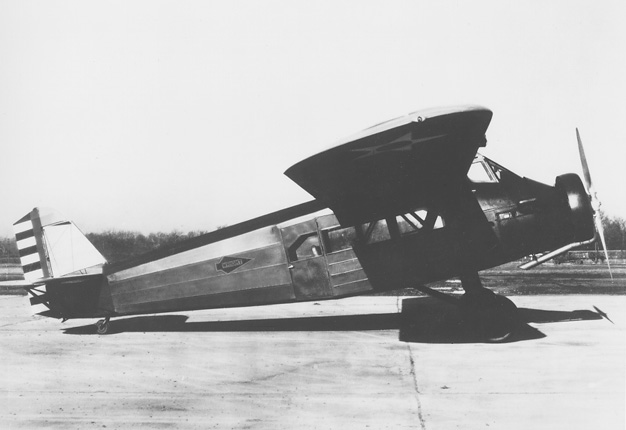
Fairchild Y1C-24

Le Fairchild 100  est un avion civil monomoteur et monoplan, fabriqué par le constructeur aéronautique américain Fairchild Aircraft durant les années 1930. Il a été construit à 27 exemplaires. L'avion sert aussi de transport militaire sous la désignation Y1C-24.

## Historique
Le prototype (NC754Y) vola pour la première fois le 22 octobre 1930. Mais, c'est une version modifiée nommée Pilgrim 100-A qui fut mis en production pour American Airways en 1931. Après les 16 premiers avions, dix autres équipés d'une dérive agrandie furent produits par American Aircraft & Engine Corporation l'entreprise qui naquit en 1931 à partir de la Fairchild Aircraft Co. Cette nouvelle série fut construite sous les désignations Pilgrim 100-B et American/Fairchild Y1C-24. Les six premiers exemplaires de la nouvelle série furent livrés à American Airways. L'entreprise repris plus tard le nom Fairchild.
Les robustes Fairchild 100 servirent aussi bien comme avions de ligne que comme avions de brousse. En 1932, l'US Army Air Corps acheta quatre Pilgrim Model 100-B désignés Y1C-24 et qui furent initialement assignés au transport léger et au ravitaillement.

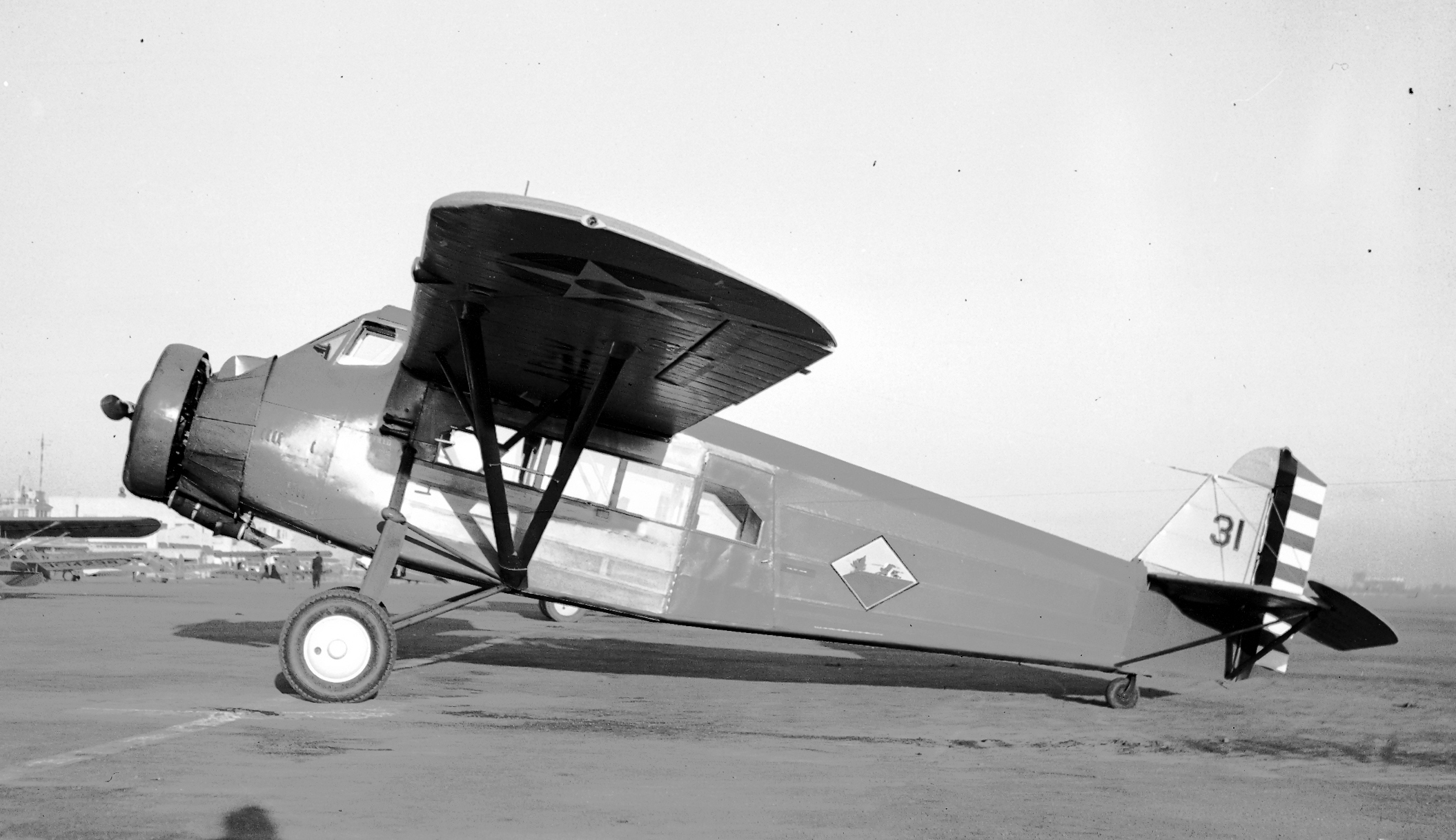
Fairchild C-24

Peu après sa mise en service, le Y1C-24 fut adapté à l’évacuation aéro-médicale, pour emporter quatre blessés couchés. Exploitant la capacité du Y1C-24 de décoller et atterrir sur des distances relativement courtes, les Y1C-24 restèrent en service jusqu'à la fin des années 1930 lorsqu'ils remplacèrent par de nouveaux avions médicaux.

## Variantes
Pilgrim 100
Prototype de la famille Pilgrim 100, propulsé par un Pratt & Whitney R-1340 Wasp de 575 ch. Conçu par Virginius Clark, un seul construit.
Pilgrim 100-A
aussi appelé American Pilgrim, propulsé par un Pratt & Whitney Hornet B de 575 ch, dérivé directement du Fairchild 100. 16 furent construits, tous utilisés par American Airways.
Pilgrim 100-B
Propulsé par un Wright R-1820 Cyclone B de 575 ch, dix construits, dont six pour American Airways et quatre pour l'US Army en tant que Fairchild Y1C-24.
Fairchild Y1C-24
Désignation pour l'US Army Y1C-24, quatre construits, propulsé par un Wright R-1820-1 Cyclone de 575 ch.
Pilgrim Y1C-24
Désignation alternative pour l'US Army Y1C-24.

## Survivants
Le Pilgrim 100-B N709Y est un des seuls appareils survivant des débuts de l'aviation en Alaska. En 1986, c'était le dernier Pilgrim en état de vol. Il est maintenant conservé dans les collections de l'Alaska Aviation Heritage Museum.